# Bactrocera aethriobasis
Bactrocera aethriobasis
 es una especie de díptero que Hardy describió por primera vez en 1973. Bactrocera aethriobasis pertenece al género Bactrocera de la familia Tephritidae.